# 2857 NOT
2857 NOT este un asteroid din centura principală, descoperit pe 17 februarie 1942 de Liisi Oterma.